# Brčko (geologie)

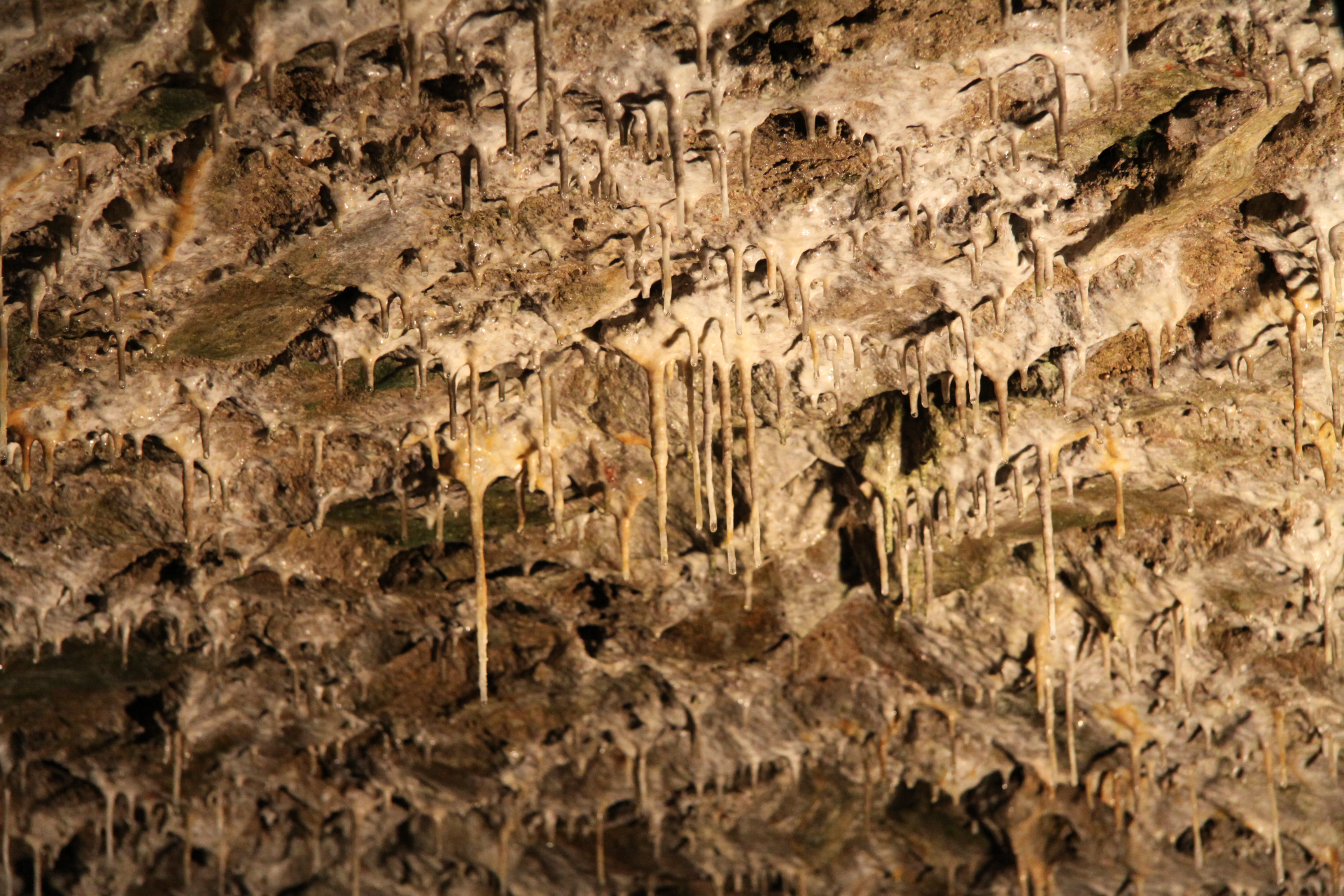
Brčka vznikající na stropě v podzemních prostorech hradu Rabí

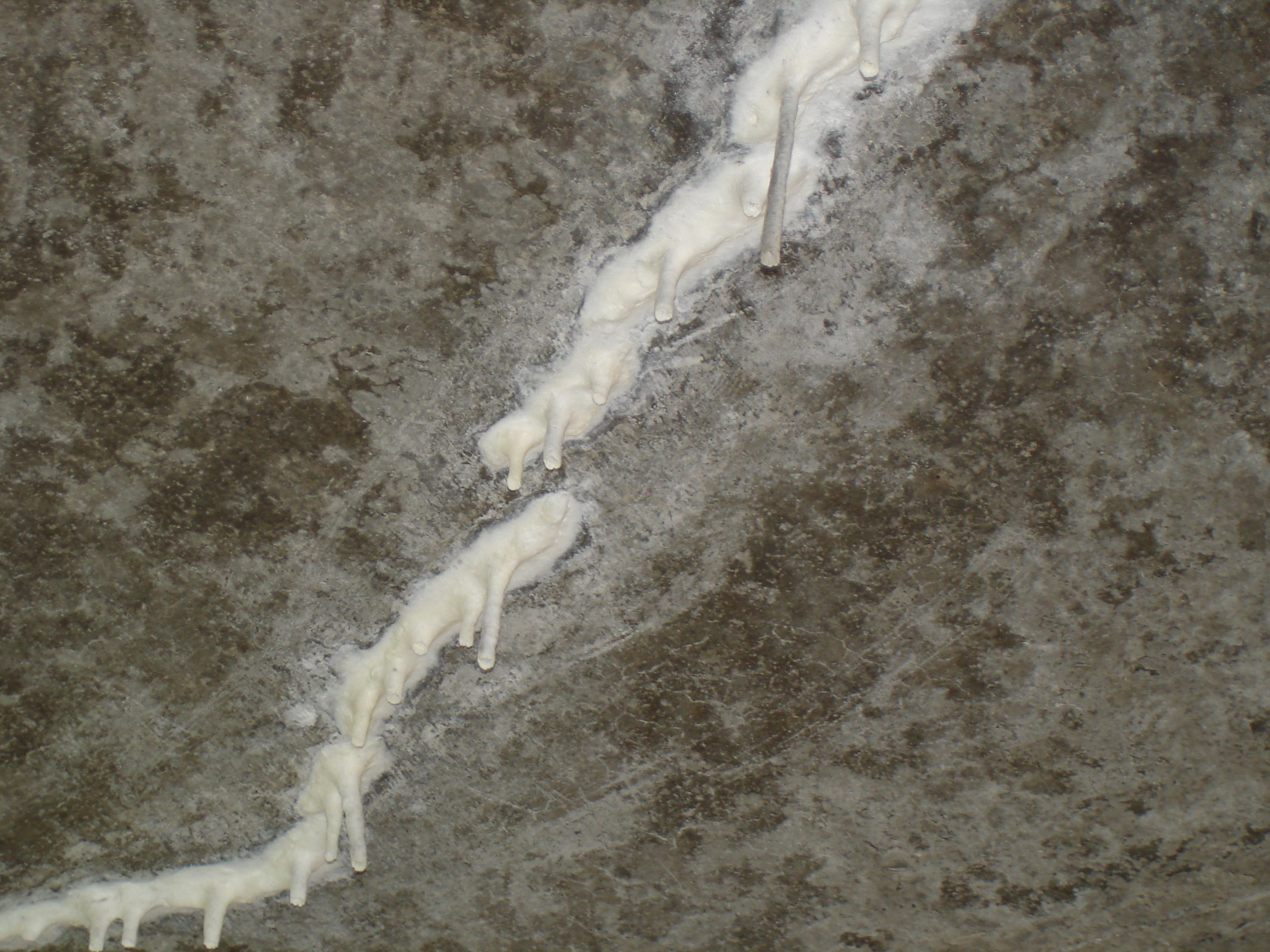
Vznikající brčka na puklině, kudy do jeskyně prosakuje voda

Brčko je primární krasový jev. Jedná se o prvotní stádium stalaktitu, který vzniká vysrážením uhličitanu vápenatého z vodního roztoku. Nejdelší známé brčko dosahovalo délky 9 metrů.
Ze stropních dutinek prosakuje kapka vody, která během prosakování horninou jí rozkládá a obohacuje se o minerální složky. Při změně tlaku na přechodu mezi horninou a vzduchem, dochází ke srážení minerálů. Postupným přísunem další vody dosáhne vznikající kapka velikosti, při které její váha přemůže přilnavost vody ke stropu a kapka vlivem gravitace odkápne. Tento proces může trvat i několik hodin, během kterých dochází k odpařování z povrchu kapky. Tím se zahušťuje obsah rozpuštěného uhličitanu vápenatého a dochází ke vzniku molekulových vloček krystalů vápence, které se pohybují v povrchové blance kapky a hromadí se v tenkém prstenci kolem horního okraje kapky, kde se usazují a tvoří prstenec, jímž stále prokapává voda.

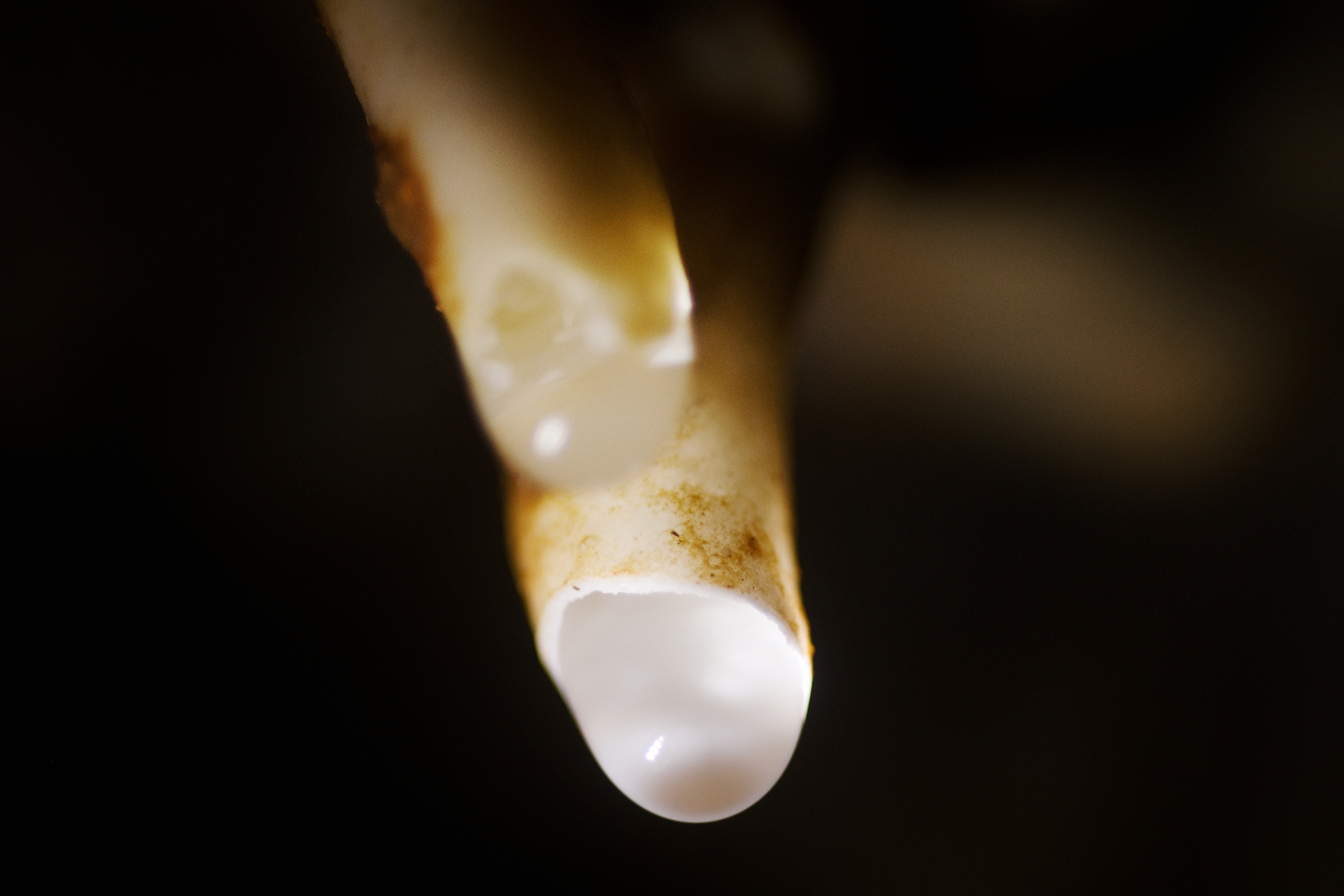
Brčko v Holštejnské jeskyni v Moravském krasu.

Prstenec narůstá v dutý vápencový váleček o průměru odpovídajícímu velikosti vodní kapky a dosahující délky až několik metrů zvaný brčko. Brčko má tenké křehké průsvitné stěny a většinou rovný tvar, jen výjimečně zakřivený (zakřivení způsobuje nejčastěji proudící vzduch). Po stěnách brčka stéká voda, vypařuje se a brčko dorůstá soustřednými vrstvičkami v kořenovité tvary nazývané stalaktity.
Brčka jsou prvním útvarem, který začíná vznikat vlivem vypařování vody a mineralizace. Často se s nimi dá setkat i na účelových stavbách jako pod oblouky mostů.